# Dipara nyani
Dipara nyani – gatunek błonkówki z rodziny Diparidae. Endemit Kenii.

## Taksonomia
Gatunek ten opisany został po raz pierwszy w 2021 roku przez Christopha Brauna i Ralpha S. Petersa na łamach „ZooKeys”. Jako lokalizację typową wskazano Las Kakamega w Kenii. Epitet gatunkowy oznacza w języku suahili „małpa” i nawiązuje do przypominającego małpią twarz wzoru na wierzchu tułowia owada.

## Morfologia samicy
Błonkówka o ciele długości od 1696 do 2064 µm i ubarwieniu głównie jaskrawo żółtobrązowym.
Okrągła, około 1,3 raza szersza niż wysoka głowa ma prawie siateczkowane ciemię i górną część twarzy oraz gładką dolną część twarzy z dwoma ciemnobrązowymi przepaskami poprzecznymi przerwanymi ponad nadustkiem i pasmem białym pomiędzy nimi. Blisko siebie osadzone czułki mają brązowy z wierzchu i żółtawobiały od spodu trzonek, żółtawobrązowe nóżkę i cztery początkowe człony biczyka, brązowe człony biczyka od piątego do siódmego oraz bladożółtawobiałą buławkę.
Mezosoma jest przysadzista. Krótkie i wąskie przedplecze ma siateczkowaną powierzchnię. Całe śródplecze jest siateczkowane, a na jego tarczy widnieją dwie czarne plamy. Notauli są lekko zbieżne tuż przed tylną krawędzią owej tarczy. Skrzydła są w pełni wykształcone, nieskrócone, przednia ich para sięga siódmego tergitu gastra. Odnóża są żółtawobrązowe z białymi biodrami ostatniej pary. Pozatułów jest pośrodku gładki, po bokach natomiast poprzecznie żeberkowany.
Metasoma ma 1,8–2,1 razy dłuższy niż szeroki, żeberkowano-pomarszczony pomostek. Gaster ma gładkie tergity, z których pierwszy zakrywa go w 1/3, a szósty i siódmy są brązowo nakrapiane w okolicy przysadek. Pokładełko ma osłonkę o brązowym szczycie.

## Ekologia i występowanie
Owad afrotropikalny, znany wyłącznie z Lasu Kakamega w Kenii. Spotykany na rzędnych od 1573 do 1597 m n.p.m. Zasiedla ściółkę.